# Провулок Микешина
Прову́лок Мике́шина — зниклий провулок, що існував у Дніпровському районі міста Києва, місцевість Стара Дарниця. Пролягав від Гродненської до Азербайджанської вулиці. 

## Історія
Виник у 1-й третині XX століття під назвою Червоний провулок. Назву провулок Микешина (на честь російського художника і скульптора Михайла Микешина, автора пам'ятника Богданові Хмельницькому в Києві) отримав 1955 року. 
Ліквідований у 1980-ті роки в зв'язку з частковим знесенням малоповерхової забудови Старої Дарниці.